# Маргарян, Самвел Суренович
Самве́л Суре́нович Маргаря́н (арм. Սամվել Սուրենի Մարգարյան, 13 мая 1954 — Ереван) — армянский государственный деятель.
- 1970—1975 — Волчанское летное училище гражданской авиации.
- 1980—1985 — механический факультет Киевского института инженеров гражданской авиации.
- 2001—2002 — аспирант государственного НИИ гражданской авиации (г. Москва). Автор 10 научных работ. Академик РАЕН (2002).
- 1975—1981 — работал командиром воздушного судна Ан-2 в 113 летном отряде гражданской авиации.
- 1981—1987 — работал в 279 летном отряде на должностях: от второго пилота воздушного судна Ту-134 до командира воздушного судна Ил-86, а также от пилота-инструктора до старшего пилота-инспектора отдела организации летной работы главного управления гражданской авиации СССР.
- 1989—1991 — был заместителем начальника управления по летной работе.
- 1991—1994 — был генеральным директором ААЛ.
- 1994—1998 — был генеральным представителем ААЛ в Болгарии.
- 1998—2001 — заместитель начальника управления гражданской авиации при правительстве Армении.
- 2002—2004 — был начальником управления гражданской авиации при правительстве Армении.